# Нахангова, Мамлакат Акбердыевна
Мамлака́т Акбердыевна Наха́нгова (узб. Mamlakat Oqberdievna Nahangova, Мамлакат Оқбердиевна Наҳангова, 6 апреля 1924, Шахмансур, Узбекская ССР — 2003) — участница стахановского движения в СССР (Таджикская ССР), основала пионерское стахановское движение, в возрасте 11 лет, отличившись при сборе урожая хлопка; самый юный и первый среди пионеров кавалер высшего ордена СССР — ордена Ленина (1935 год).
Широкую известность в СССР получили фотографии советского фотохудожника Б. В. Игнатовича, где Мамлакат Нахангова запечатлена с Генеральным секретарем ЦК ВКП(б) И. В. Сталиным. Во взрослой жизни М. А. Нахангова — советский учёный-филолог, кандидат филологических наук; доцент Душанбинского педагогического института.

## Биография

### Детство
Родилась в 1924 году в кишлаке Шахмансур, около города Душанбе. Детство Мамлакат прошло в кибитке колхоза имени Лахути, в котором она жила в семье Курбан-Биби Наханговой. В её семье было 11 детей (кроме Мамлакат — младшая сестра Огуль-Биби, старшая — Назакат, младший брат и другие), остались в живых только двое — Мамлакат и её сестра Назакат. Мамлакат в переводе с таджикского — «страна».
Мамлакат с детства умела держаться на лошади. Иногда Курбан-Биби Нахангова брала своих детей в поле, и Мамлакат помогала матери сортировать хлопок.
Отец умер рано, когда девочки ещё не ходили в школу. Школа находилась в старой мечети, там же было правление колхоза.
Дети помогали матери на сборе хлопка. В 1934 году была принята в пионеры. Мамлакат участвовала в сборе хлопка в колхозе им. Лахути Шахмансурского сельсовета Сталинабадского района Таджикской ССР. По воспоминаниям Мамлакат, она начала собирать хлопок двумя руками, принося за день 70—80 килограммов. Так как обычно взрослый собирал 15 килограммов при норме 13 кг, Мамлакат долго не доверяли. Позднее она говорила: «Взрослые к учётчику: „Обманываешь нас, девчонке столько пишешь“. По пятам за мной ходили, не верили, старики ворчали: „В ней нечистая сила“». На одном из митингов в колхозе Мамлакат узнала, что шахтёр из Донбасса Алексей Стаханов добыл за смену сто две тонны угля. Выступив по просьбе председателя колхоза, Мамлакат заявила, что также соберёт сто два килограмма хлопка.
Девочка подвергалась преследованиям некоторых жителей колхоза, которые избили её, пригрозив: «Не смей больше превышать выработку, не послушаешься — убьём!…».

### Встреча со Сталиным
В декабре 1935 года в числе передовых колхозников южных республик СССР Мамлакат посетила Москву, где произошла встреча со Сталиным. В Кремле она была награждена высшей советской государственной наградой — орденом Ленина «за трудовой героизм и успехи в поднятии урожайности хлопка», получив его из рук Председателя Всесоюзного ЦИК М. И. Калинина. Мамлакат знала всего несколько слов по-русски, её речь переводил свояк Анастаса Микояна, учивший таджикский язык. Сталин подарил Мамлакат фотокарточку, где она снята среди членов Политбюро (Сталин, Молотов, Андреев) в таджикских халатах. На обороте карточки Сталин оставил надпись: «Товарищу Мамлакат Наханговой от И. Сталина за хорошую учёбу и работу, 4.XII.1935 года». Мамлакат подарила Сталину книгу. В 1936 году Мамлакат получила путёвку в пионерский лагерь «Артек» на смену пионеров-орденоносцев, где отдыхала в одном отряде с юной актрисой Гулей Королёвой.
Из письма Гули Королевой отцу из Артека, 1936 год:

Ещё у нас есть Мамлакат Нахангова. Да-да, та самая, которая научилась собирать в Таджикистане хлопок двумя руками и перегнала всех взрослых! Мамлакат спит рядом со мной, мы с ней в одном отряде, хотя она младше меня. Сегодня я видела орден Ленина, которым Мамлакат наградили в Кремле… Посылаю свою фотографию. На ней я снялась вместе с Мамлакат и Барасби.

### Взрослая жизнь
За несколько лет до войны, после того, как получила орден, была приглашена в гости в Ленинград, где побывала в Смольном, в Зимнем дворце, на Марсовом поле. Во Дворце пионеров ей подарили выбранный ею мяч.
С началом Великой Отечественной войны обращается в местный военкомат, чтобы идти на фронт добровольцем, но ей отказывают. В 1942 году участвует в сборе игрушек и других вещей для детей блокадного Ленинграда и оказывается в составе делегации, направившейся на помощь Ленинграду. В Ленинграде отделилась от делегации и просила зачислить её в состав боевого корабля, но командир потребовал от неё вернуться к делегации. Студенткой ухаживала в госпиталях за ранеными. Выступала в Лондоне на конференции сторонников мира. В душанбинской школе № 7 Мамлакат была избрана почётной пионеркой.
На II Всесоюзном слёте пионеров в 1962 году в пионерском лагере «Артек» Нахангова рассказывала: «Артек навсегда останется в моём сердце, в моей памяти как место незабываемых встреч с ребятами разных национальностей. Я впервые услышала здесь украинские песни. Я впервые увидела здесь, как лихо танцевали лезгинку грузинские пионеры. В тот первый приезд в Артек я будто совершила сказочное путешествие по всей нашей стране…».
Позднее Мамлакат Нахангова неоднократно бывала в Москве, в июле 1972 года на встрече с героями первых пятилеток лично познакомилась со Стахановым. В том же году она была в числе почётных гостей V Всесоюзного Пионерского слёта в «Артеке». Писатель Феликс Чуев в своей книге приводил эпизод, когда Мамлакат Нахангова в 1982 году вместе с ним и Евгением Джугашвили встретилась с Молотовым. По её словам, в декабре 1935 года сын Сталина Яков Джугашвили окунул её косичку в чернильницу и просил не рассказывать об этом его отцу.
Участвовала в работе второго и пятого пионерских слётов в Артеке.
Училась в Душанбинском педагогическом институте имени Т. Г. Шевченко. После его окончания (1952 г.) много лет преподавала английский язык в Душанбе. До 1990 года работала доцентом Душанбинского педагогического института, преподавала английский язык, была членом республиканского комитета по зарубежным связям. Защитилась на звание кандидата филологических наук на тему «Местоимение в современном таджикском языке» (Душанбе, 1971). Награждена знаком отличия «Отличник народного просвещения Таджикской ССР».
В 1970—1977 годах была заведующей кафедрой иностранных языков мединститута в Душанбе.
С 1990 года на пенсии.
Муж — начальник погранзаставы Раджаб, дочь Роксана и сын Алишер. Одну из внучек зовут Мехрдот.
Умерла в 2003 году.

## Образ Мамлакат Наханговой в пропаганде
В «Букваре» на титульном листе было напечатано стихотворение:
«У таджиков звучны имена

Мамлакат — это значит страна».
В 1938 году был расстрелян государственный деятель Бурят-Монгольской АССР Ардан Маркизов, дочь которого Энгельсина в 1936 году получила известность на всю страну, когда её сфотографировали на руках у Сталина, после чего данное фото активно использовалось в качестве образца для изображения в советской пропаганде символа благодарности «за счастливое детство». После расстрела её отца дальнейшее использование образа Энгельсины в пропагандистских целях оказалось недопустимым, потому как выходило, что Сталин обнимает дочь «врага народа». Пропагандистскими органами было принято решение заменить на всех плакатах и статуях имя Энгельсины на имя Мамлакат". Как отметила дочь Энгельсины Лола Комарова: «И у матери, и у Мамлакат был монгольский разрез глаз. А то, что Мамлакат к этому времени было уже 13 лет, — тоже не беда. Можно сказать, что со Сталиным Нахангову сфотографировали в раннем детстве». Как утверждается в статье А. Гнединской, беседовавшей с Анатолием Алаем (режиссёром документального фильма про Энгельсину), после интервью Алаю Энгельсина позвонила Мамлакат Наханговой, «чтобы расставить все точки над „i“. Но разговора не получилось». Мамлакат общаться не захотела.
Создана скульптурная группа «Сталин и Мамлакат» (1938, Ингал, Владимир Иосифович и Боголюбов, Павильон «Таджикская ССР»).
Мамлакат Нахангова стала героиней первой поэмы Мирзо Турсун-заде «Солнце страны».
Немецкий исследователь, научный сотрудник Института Макса Планка (Берлин, Германия) Ян Плампер пишет: «До начала Второй мировой войны широкое распространение получили изображения Сталина с маленькими девочками нерусского происхождения — такими, как Геля Маркизова из Бурят-Монголии или Мамлакат Нахангова из Таджикистана <…>». <…> Мало кто с таким успехом укреплял образ Сталина-отца, эксплуатировавшийся в рамках «мифа о великой семье» советских народов, как несовершеннолетние девочки нерусской национальности, поскольку именно их отделяла от «отца» максимальная дистанция: принадлежа к «слабому полу» и будучи родом из «отсталых» республик, они являлись идеальными антиподами Сталина".
Филолог Абель Илья Викторович пишет о скульптуре «Юная стахановка хлопковых полей Мамлакат Нахангова»: «изваяна М. Д. Рындзюнской так, что её воспринимаешь, как античную богиню». Скульптура М. Д. Рындзюнской (1877—1946) «Юная стахановка хлопковых полей Мамлакат Нахангова» (1940, гранит, высота 225) — пример иконографического типа «лучшие люди страны».